# Каркавін Ілля Вікторович
Ілля Вікторович Каркавін (рос. Илья Викторович Каркавин; 22 серпня 2003, Зав'ялово, Росія — 9 листопада 2022, Україна) — російський військовослужбовець, єфрейтор ЗС РФ. Герой Російської Федерації.

## Біографія
Закінчив 9 класів Зав'яловської середньої школи №1. У 2019/21 роках навчався в кадетській школі-інтернаті «Алтайський кадетський корпус» в Сибірському. 20 грудня 2021 року призваний в ЗС РФ і призначений снайпером-розвідником глибинної розвідки розвідувального батальйону 35-ї окремої мотострілецької бригади. У 2022 році перейшов на контракт. В кінці 2022 року брав участь у вторгненні в Україну. 9 листопада 2022 року був важко поранений осколками під час мінометного обстрілу і через 7 годин помер. 21 листопада був похований в рідному селищі.

## Нагороди
- Орден Мужності (2022, посмертно)
- Звання «Герой Російської Федерації» (14 лютого 2023, посмертно) — «за мужність і героїзм, проявлені під час виконання військового обов'язку.» 23 лютого медаль «Золота зірка» була передана рідним Каркавіна губернатором Алтайського краю Віктором Томенком. Станом на 1 березня 2023 року Каркавін є наймолодшим Героєм РФ.